# Polizeipräsidium Schwaben Süd/West

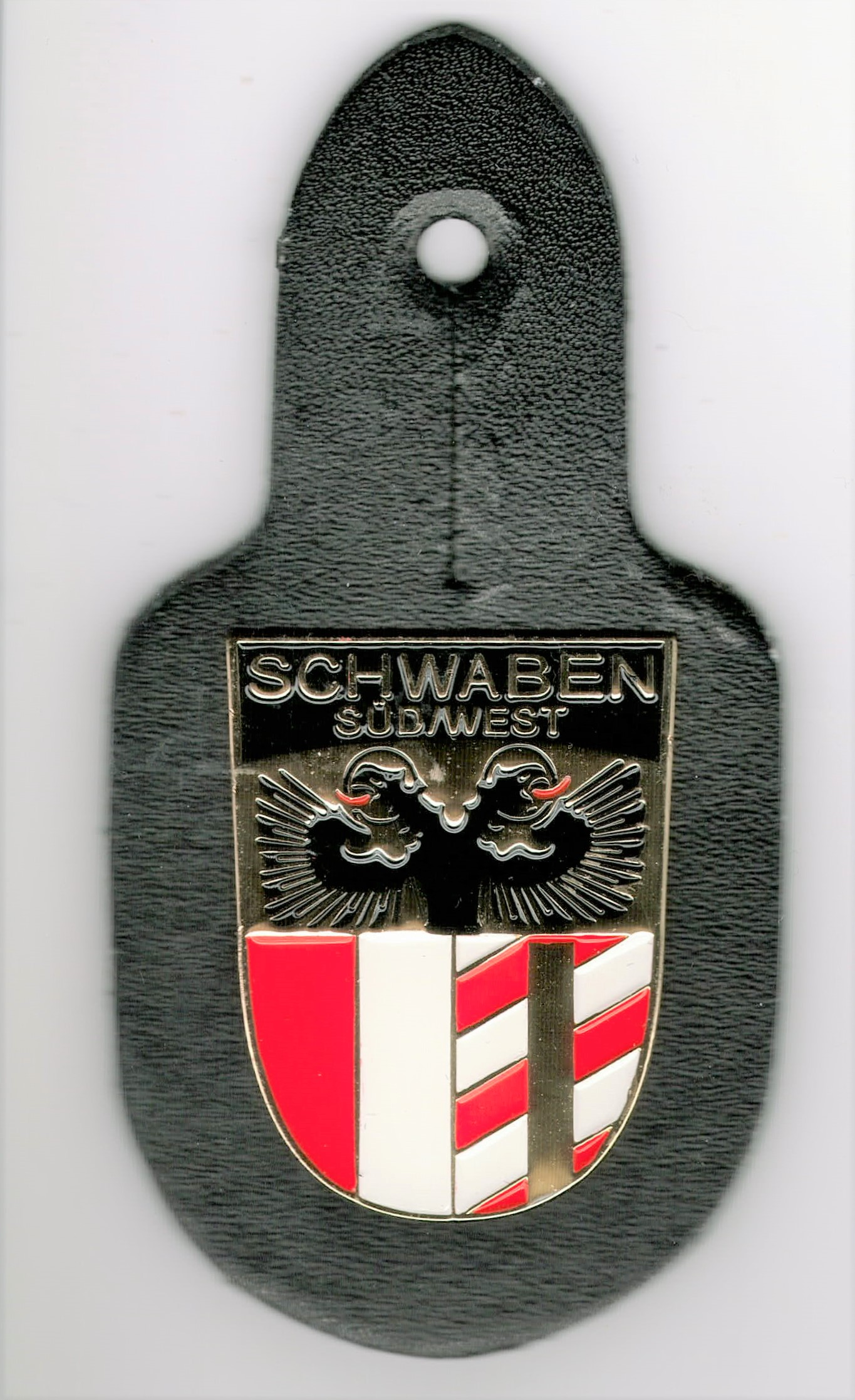
Verbandsabzeichen (Brusttaschenanhänger)

Das Polizeipräsidium Schwaben Süd/West ist einer von zehn regionalen Verbänden der Bayerischen Polizei und als solcher eine Landesmittelbehörde des Freistaates Bayern. Es ist direkt dem Bayerischen Staatsministerium des Innern, für Sport und Integration unterstellt und hat seinen Dienstsitz in Kempten (Allgäu). Der Zuständigkeitsbereich des Polizeipräsidiums umfasst mit sechs Landkreisen und drei kreisfreien Städten im Süden des Regierungsbezirkes Schwaben ein Gebiet mit einer Fläche von 5927 Quadratkilometern und ca. 1,01 Millionen Einwohnern.
Der Verband ist am 1. Juni 2008 aus dem Polizeipräsidium Schwaben mit Sitz in Augsburg hervorgegangen, das im Rahmen der Polizeireform 2008 in das Polizeipräsidium Schwaben Nord und das Polizeipräsidium Schwaben Süd/West aufgeteilt wurde, und besteht aus den ehemaligen Polizeidirektionen Kempten (Allgäu) und Krumbach.

## Zuständigkeitsbereich
- Landkreis Günzburg
- Kaufbeuren
- Kempten (Allgäu)
- Landkreis Lindau (Bodensee)
- Memmingen
- Landkreis Neu-Ulm
- Landkreis Oberallgäu
- Landkreis Ostallgäu
- Landkreis Unterallgäu

## Organisation

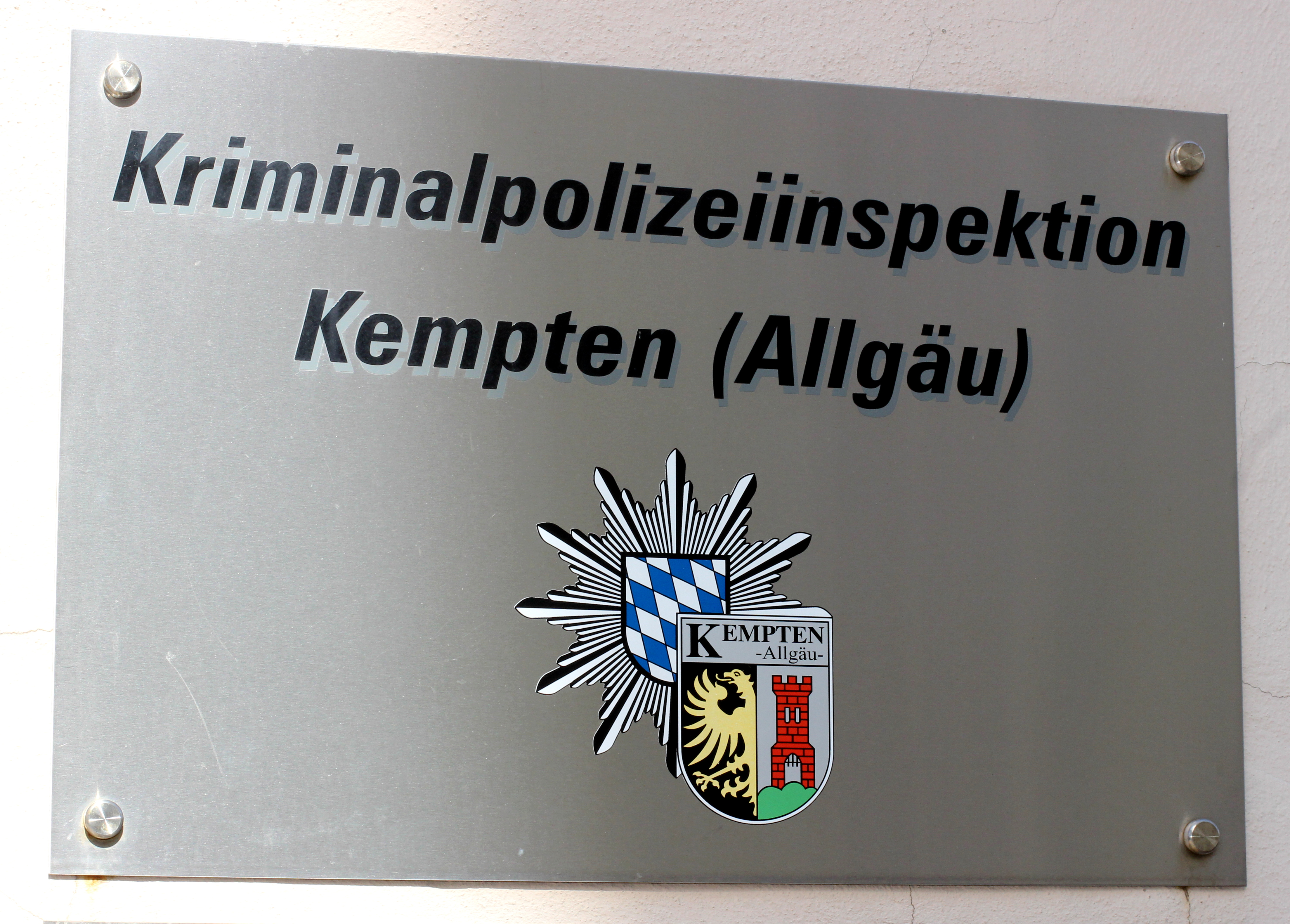
Kripo Kempten

Im gesamten Polizeipräsidium Schwaben Süd/West waren zum Ende des Jahres 2023 insgesamt 2215 Personen beschäftigt, davon 1931 Polizeibeamte und 284 Angestellte. Leiterin der Behörde ist Polizeipräsidentin Claudia Strößner, die im November 2020 die Nachfolge ihres Ehemannes Werner Strößner übernahm. Ihr Stellvertreter ist Polizeivizepräsident Dominikus Stadler.
Der Polizeipräsidentin nachgeordnet sind das Präsidialbüro sowie die Abteilungen Einsatz und Polizeiverwaltung. Während das Präsidialbüro mit Grundsatz- und Führungsangelegenheiten sowie der Presse- und Öffentlichkeitsarbeit betraut ist, beschäftigt sich die Abteilung Polizeiverwaltung u. a. mit Personal-, Rechts- und Versorgungsangelegenheiten. In der Abteilung Einsatz werden grundsätzliche Fragen der Organisation und des Dienstbetriebes geregelt. Hier werden Einsätze geplant und gesteuert sowie Strategien entwickelt. Die Abteilung Einsatz gliedert sich in Organisation und Dienstbetrieb (E 1), Ordnungs- und Schutzaufgaben (E 2) und Kriminalitätsbekämpfung (E 3). Außerdem sind die Sachgebiete Einsatzzentrale (EZ) und Einsatztechnik (ET) angegliedert.
Der Abteilung Einsatz sind 18 Polizeiinspektionen und drei -stationen, zwei Verkehrspolizeiinspektionen und eine Autobahnpolizeistation, drei Kriminalpolizeiinspektionen und zwei -stationen sowie eine Inspektion, eine Station und eine Gruppe der Bayerischen Grenzpolizei nachgeordnet. Des Weiteren verfügt das Präsidium über zwei Einsatzzüge und zwei Diensthundestaffeln. Die nachgeordneten Dienststellen sind über das gesamte Zuständigkeitsgebiet verteilt.
Mit Dienstbeginn des PP Schwaben Süd/West ging auch die moderne Polizeieinsatzzentrale in Kempten in Betrieb, die zentral sämtliche über die Notrufnummer 110 einlaufenden Notrufe entgegennimmt und die hieraus resultierenden Polizeieinsätze koordiniert.
Das Hauptgebäude befindet sich in der Liegenschaft „Auf der Breite 17“. Das Dienstgebäude beherbergt die Büros des Polizeipräsidenten und des Polizeivizepräsidenten, das Präsidialbüro, die gesamte Abteilung Einsatz sowie die Polizeiinspektion Kempten, zu der organisatorisch auch der Einsatzzug Kempten gehört. Die Abteilung Polizeiverwaltung ist im Dienstgebäude „Pfeilergraben 14“ untergebracht.
Das Polizeipräsidium Schwaben Süd/West hatte 2016 eine Aufklärungsquote von 70,6 Prozent und liegt somit weit über dem bayerischen Durchschnitt von 65,9 Prozent. Im Präsidialbereich wurden im Jahr 2016 43.055 Straftaten verfolgt. Die Kriminalitätshäufigkeit liegt somit bei 4.482 Straftaten je 100.000 Einwohner.

## Dienststellen
Polizeidienststellen
- Polizeiinspektion Bad Wörishofen
- Polizeiinspektion Buchloe
- Polizeiinspektion Burgau
- Polizeiinspektion Füssen
- Polizeiinspektion Günzburg
- Polizeiinspektion Illertissen
- Polizeiinspektion Immenstadt im Allgäu
  - Polizeistation Oberstaufen
- Polizeiinspektion Kaufbeuren
- Polizeiinspektion Kempten (Allgäu)
- Polizeiinspektion Krumbach (Schwaben)
- Polizeiinspektion Lindau (Bodensee)
- Polizeiinspektion Lindenberg im Allgäu
- Polizeiinspektion Marktoberdorf
- Polizeiinspektion Memmingen
- Polizeiinspektion Mindelheim
- Polizeiinspektion Neu-Ulm
  - Polizeistation Senden
- Polizeiinspektion Sonthofen
  - Polizeistation Oberstdorf
- Polizeiinspektion Weißenhorn

Verkehrspolizeidienststellen
- Verkehrspolizeiinspektion Günzburg[4]
  - Autobahnpolizeistation Memmingen
- Verkehrspolizeiinspektion Kempten (Allgäu)

Kriminalpolizeidienststellen
- Kriminalpolizeiinspektion Kempten (Allgäu)
  - Kriminalpolizeistation Kaufbeuren
  - Kriminalpolizeistation Lindau (Bodensee)
- Kriminalpolizeiinspektion Memmingen
- Kriminalpolizeiinspektion Neu-Ulm

Grenzpolizeidienststellen
- Grenzpolizeiinspektion Lindau (Bodensee)
- Grenzpolizeistation Pfronten
- Grenzpolizeigruppe Flughafen Memmingen

## Benachbarte Kräfte
Benachbarte Polizeiverbände sind
- in Bayern:
  - das Polizeipräsidium Oberbayern Nord
  - das Polizeipräsidium Oberbayern Süd
  - das Polizeipräsidium Schwaben Nord
- in Baden-Württemberg:
  - das Polizeipräsidium Ulm
  - das Polizeipräsidium Ravensburg
- in Österreich
  - die Landespolizeidirektion Vorarlberg
  - die Landespolizeidirektion Tirol
- in der Schweiz
  - die Sicherheitsdirektion St. Gallen